# Ameba (site)
Ameba é uma rede social japonesa.
Em dezembro de 2009 foi lançado o Ameba Now, uma plataforma de microblogging cujo objetivo é competir com o Twitter. Em março de 2009 o Ameba lançou o Ameba Pico, um aplicativo para Facebook destinado ao mercado em língua inglesa baseado na comunidade virtual Ameba Pigg.